# Гадяцький регіональний ландшафтний парк
Га́дяцький — регіональний ландшафтний парк в Україні, в межах Гадяцького району Полтавської області. Простягається вздовж річки Псел і пониззя річки Грунь (притока Псла). На півночі межує з Сумською областю, на півдні — з Миргородським районом Полтавської області.
Площа 12803,3 га. Створений у 2012 році.
Створений з метою збереження багатих природних комплексів, вивчення та охорона великої кількості регіонально рідкісних видів тварин і рослин. На території парку розташована єдина в Лівобережному лісостепу ділянка ялівцевого лісу. Вік деяких екземплярів досягає 100 років. Також зростають змішані ліси. У районі села Вельбівка росте близько сотні рослин, які занесені до Червоною книгою України. На прирічкових лугах зростають гладіолуси, орхідеї, на болотах трапляється біле латаття.
Гадяцький парк є місцем відпочинку, тут можлива організація історичного, наукового, екологічного, зеленого, сільського туризму.

### Території природно-заповідного фонду у складі РЛП «Гадяцький»
Нерідко, оголошенню національного парку або заповідника передує створення одного або кількох об'єктів природно-заповідного фонду місцевого значення. В результаті, великий РЛП фактично поглинає раніше створені ПЗФ. Проте їхній статус зазвичай зберігають. 
До складу території регіонального ландшафтного парку «Гадяцький» входять такі об'єкти ПЗФ України: 
- Заказник місцевого значення «Пісоцько-Конькове», ландшафтний
- Заказник місцевого значення «Весело-Мирське», ландшафтний
- Заказник місцевого значення «Рашівський», ландшафтний
- Заказник місцевого значення «Великий ліс», ботанічний
- Заказник місцевого значення «Терновий Кущ», ботанічний
- Заказник місцевого значення «Саранчина Долина», ботанічний
- Заказник місцевого значення «Гадяцький Бір», ботанічний
- Заказник місцевого значення «Дубина», ботанічний
- Заказник місцевого значення «Зозулинцеві Луки», ботанічний
- Заказник місцевого значення «Книшівська Гора», ботанічний
- Заказник місцевого значення «Болото Моховате», гідрологічний
- Пам'ятка природи місцевого значення «Дуб черешчатий», ботанічна
- Пам'ятка природи місцевого значення Урочище «Галочка», ботанічна
- Пам'ятка природи місцевого значення «Краснолуцький Гай», ботанічна
- Заповідне урочище «Гадяцький Бір»
- Заповідне урочище «Масюкове»
- Заповідне урочище «Гнилуша»
- Заповідне урочище «Лагузин Яр»
- Заповідне урочище «Сосновий Гай»
- Заповідне урочище «Безвіднянське»
- Заповідне урочище «Гай-Займи»
- Заповідне урочище «Голотовщина»
- Заповідне урочище «Діброво-Кобрієве»